# Kvarteret Ulf
Kvarteret Ulf i Ronneby anlades efter 1864 års stadsbrand och har till sin form anpassats till den äldre bostadsbebyggelse som en gång legat vid foten av Pepparbacksberget på stadens nordöstra sida. Den vid sekelskiftet växande staden var i behov av offentlig infrastruktur så som rinnande vatten och elektricitet. Uppdraget att rita det nya kombinerade el- och vattenverket i kvarteret gick då till arkitekten Carl Westman och det är denna byggnad som har dominerat kvarteret sedan dess.